# مايك جونستون
مايك جونستون هو لاعب هوكي الجليد وكاتب كندي، ولد في 19 فبراير 1957 في دارتموث في كندا.

## وصلات خارجية
- مايك جونستون على موقع EliteProspects.com (الإنجليزية)